# Яновский, Вячеслав Евгеньевич
Вячесла́в Евге́ньевич Яно́вский (бел. Вячаслаў Яўгенавіч Яноўскі; род. 24 августа 1957, Витебск, Белорусская ССР, СССР) — советский и белорусский боксёр. Заслуженный мастер спорта СССР (1988).

## Биография
Вячеслав Яновский родился 24 августа 1957 года в Витебске. Начал заниматься боксом в возрасте 13 лет у Виля Ильченко. В дальнейшем продолжил тренироваться под руководством Валерия Кондратенко. В 1981 году попал в сборную Советского Союза. В 1985 году был признан лучшим боксёром турнира СССР — США. В том же году стал бронзовым призёром чемпионата Европы в Будапеште.
В 1987 году завоевал Кубок мира по боксу, стал серебряным призёром первенства Европы в Турине. В течение 2-х лет (1987—1988) завоевывал звание чемпиона СССР по боксу.
В 1988 году стал олимпийским чемпионом, а по итогам года вошёл в список лучших спортсменов Белоруссии. Яновский — единственный советский чемпион Олимпийских игр в Сеуле в боксе. Занял первое место в списке сильнейших боксёров Европы 1988 года по версии Международной ассоциации спортивной прессы (АИПС) в категории до 63,5 кг. После распада СССР он оказался и последним советским олимпийским чемпионом по боксу. После 1989 года завершил карьеру в любительском боксе и перешёл в профессионалы.
6-кратный чемпион Японии, чемпион Германии среди профессионалов.
С 1994 по 1997 год выступал в Нижневартовске за клуб «Венко». В феврале 1997 года в Санкт-Петербурге выиграл бой у украинского полусредневеса Виктора Плотникова за звание чемпиона Паназиатской боксёрской ассоциации (ПАБА). К 1997 году, после завершения карьеры, он имел результат в 30 побед, 1 ничью и только 1 поражение.
В 1998—2000 годах — президент Федерации бокса Республики Беларусь.
Кавалер ордена Почёта (1989). Почётный гражданин Витебска (1988). В Витебске боксёрский клуб назван именем Вячеслава Яновского.